# Artur Kosicki
Artur Kosicki (ur. 13 września 1978 w Grajewie) – polski prawnik, polityk i samorządowiec, w latach 2018–2024 marszałek województwa podlaskiego.

## Życiorys
Syn Andrzeja i Elżbiety. Absolwent szkoły średniej w Łapach. W latach 1997–2004 był członkiem zespołu disco polo Boys, gdzie zajmował się głównie tańcem, czasami także śpiewał. Ukończył studia prawnicze na Uniwersytecie w Białymstoku.
W 2005 związał się zawodowo z administracją publiczną. Pracował w starostwie powiatowym w Białymstoku, potem w Departamencie Architektury Urzędu Miejskiego w Białymstoku. Został ekspertem w Radzie Mieszkalnictwa przy prezesie Rady Ministrów, w 2016 objął funkcję doradcy ministra rolnictwa i rozwoju wsi Krzysztofa Jurgiela. Potem rozpoczął pracę w Ministerstwie Inwestycji i Rozwoju. Został także wykładowcą na różnych kierunkach studiów podyplomowych na Uniwersytecie w Białymstoku. Na tej samej uczelni w 2022 uzyskał stopień doktora nauk społecznych w dyscyplinie nauki prawne.
W listopadzie 2017 został przewodniczącym Prawa i Sprawiedliwości w Białymstoku. W wyborach samorządowych w 2018 uzyskał mandat radnego sejmiku podlaskiego VI kadencji. Wybrano go na przewodniczącego klubu radnych PiS w tym gremium, z funkcji tej zrezygnował w marcu 2019. 22 listopada 2018 został wybrany na marszałka województwa podlaskiego. Urząd ten objął 11 grudnia 2018, gdy dokonano wyboru wszystkich członków nowego zarządu województwa. 5 lutego 2019 złożył rezygnację z funkcji marszałka, wycofał ją jednak dwa dni później. 18 lutego sejmik (po wycofaniu drugiego wniosku) przyjął jego rezygnację, po czym ponownie wybrał go na urząd marszałka. W 2022 powołany na pełnomocnika jednego z okręgów PiS w województwie podlaskim.
W 2024 z powodzeniem ubiegał się o reelekcję w wyborach do sejmiku. 7 maja tego samego roku jego kandydatura na marszałka województwa kolejnej kadencji nie uzyskała większości radnych; na stanowisku tym zastąpił go Łukasz Prokorym.

## Odznaczenia
- Krzyż Kawalerski Orderu Odrodzenia Polski (2020)[17][18]
- Srebrny Medal za Zasługi dla Straży Granicznej (2023)[19]